# Verka Serduchka

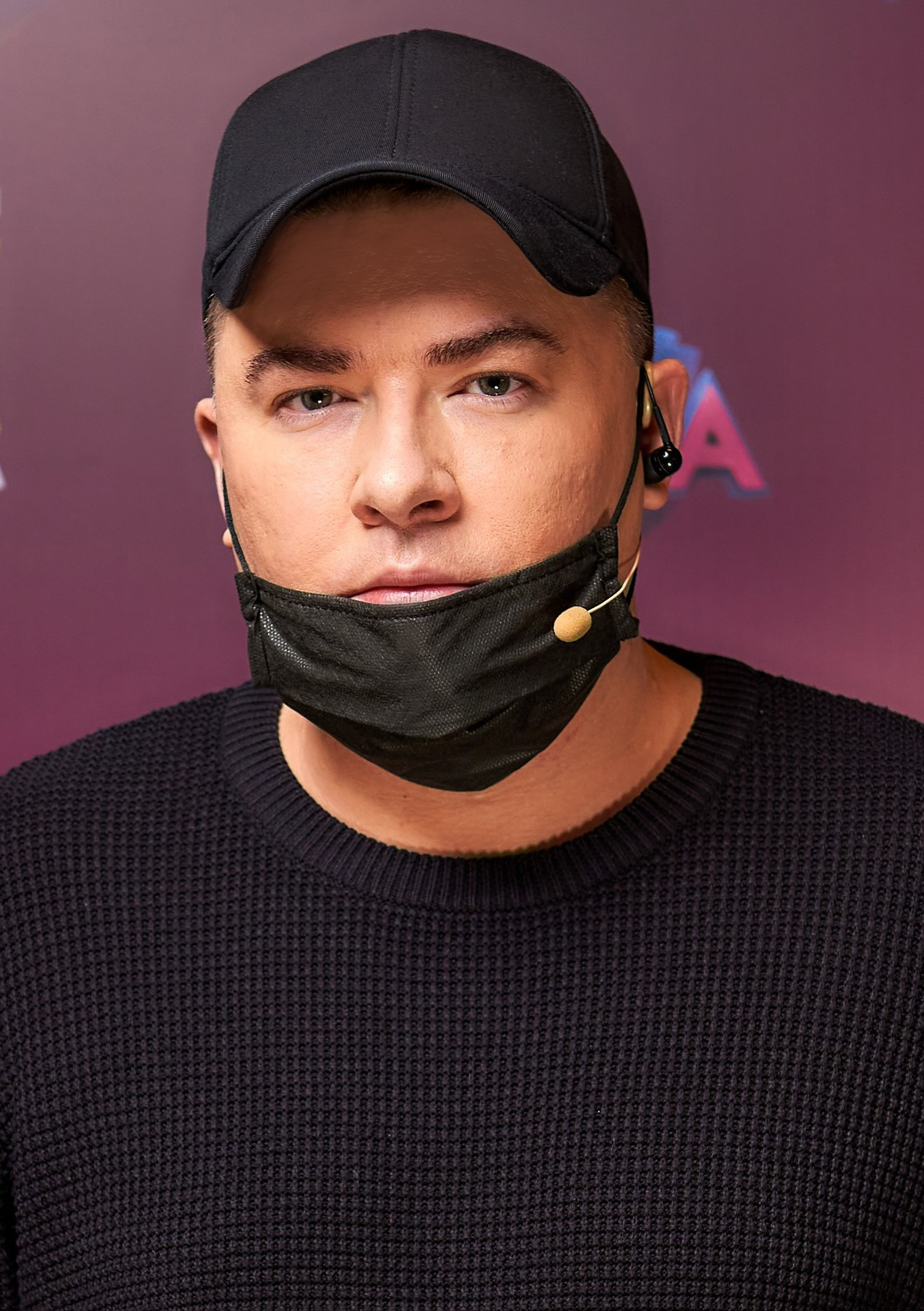
Andriy Danylko, 2021

Andrij Mychajlowytsch Danylko (* 2. Oktober 1973 in Poltawa, Ukrainische Sozialistische Sowjetrepublik, Sowjetunion) ist ein ukrainischer Sänger, Komödiant, Komponist und Fernsehmoderator. Unter dem Künstlernamen Verka Serduchka, einer grell geschminkten und beleibten Travestiefigur, wurde er durch seinen Auftritt beim Eurovision Song Contest 2007 auch international bekannt, wo er den zweiten Platz belegte.
Als Verka Serduchka trat Andrij 1989 auf der Bühne der Fernseh-Talent- und -Wissens-Show KVN und auf großer Bühne und vor Live-Publikum bei einem Comedy-Wettbewerb auf der Bühne des Regionalen Musik- und Dramatheaters Mykola Gogol in seiner Geburtsstadt Poltawa in der Ukraine auf.

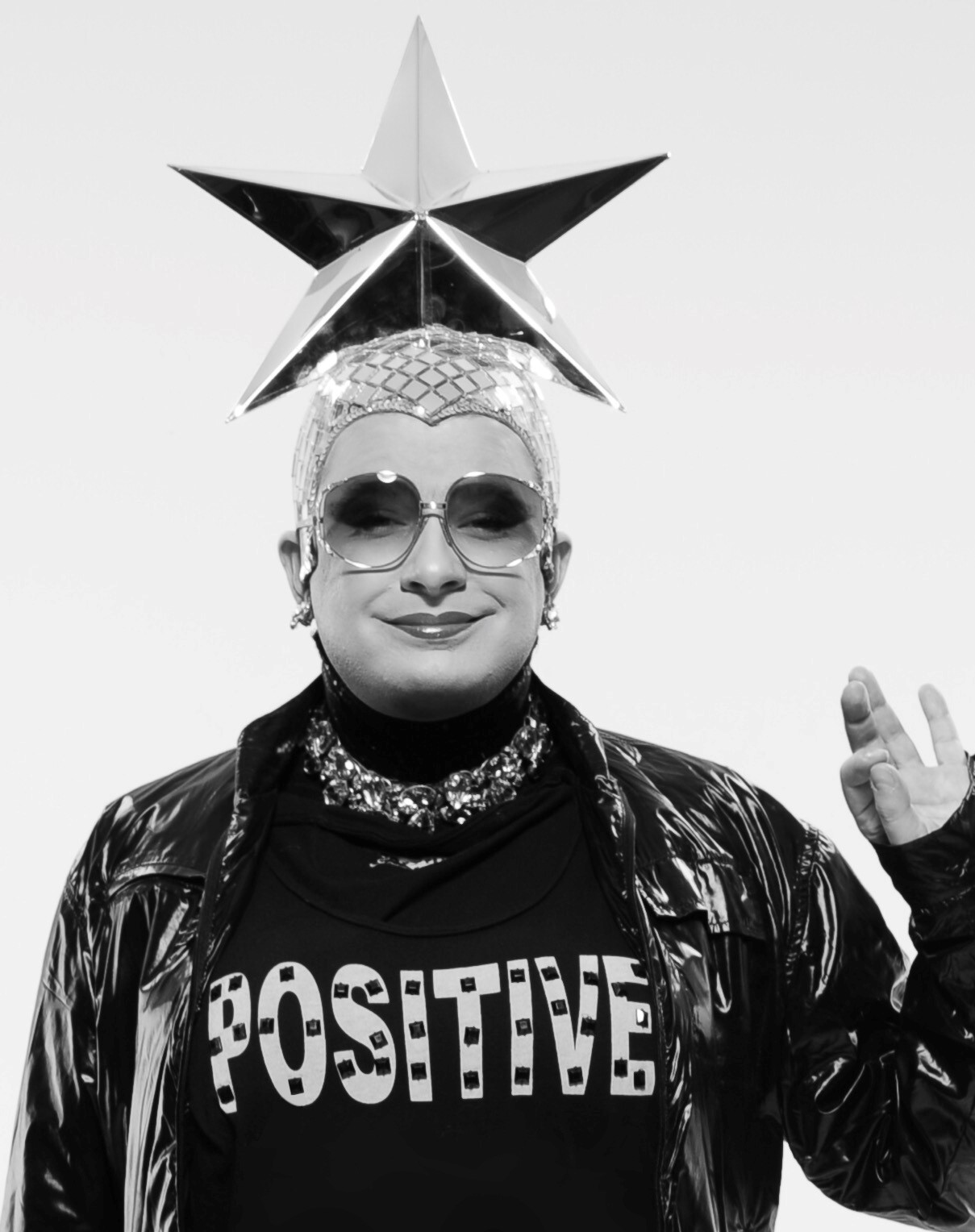
Verka Serduchka (2013)

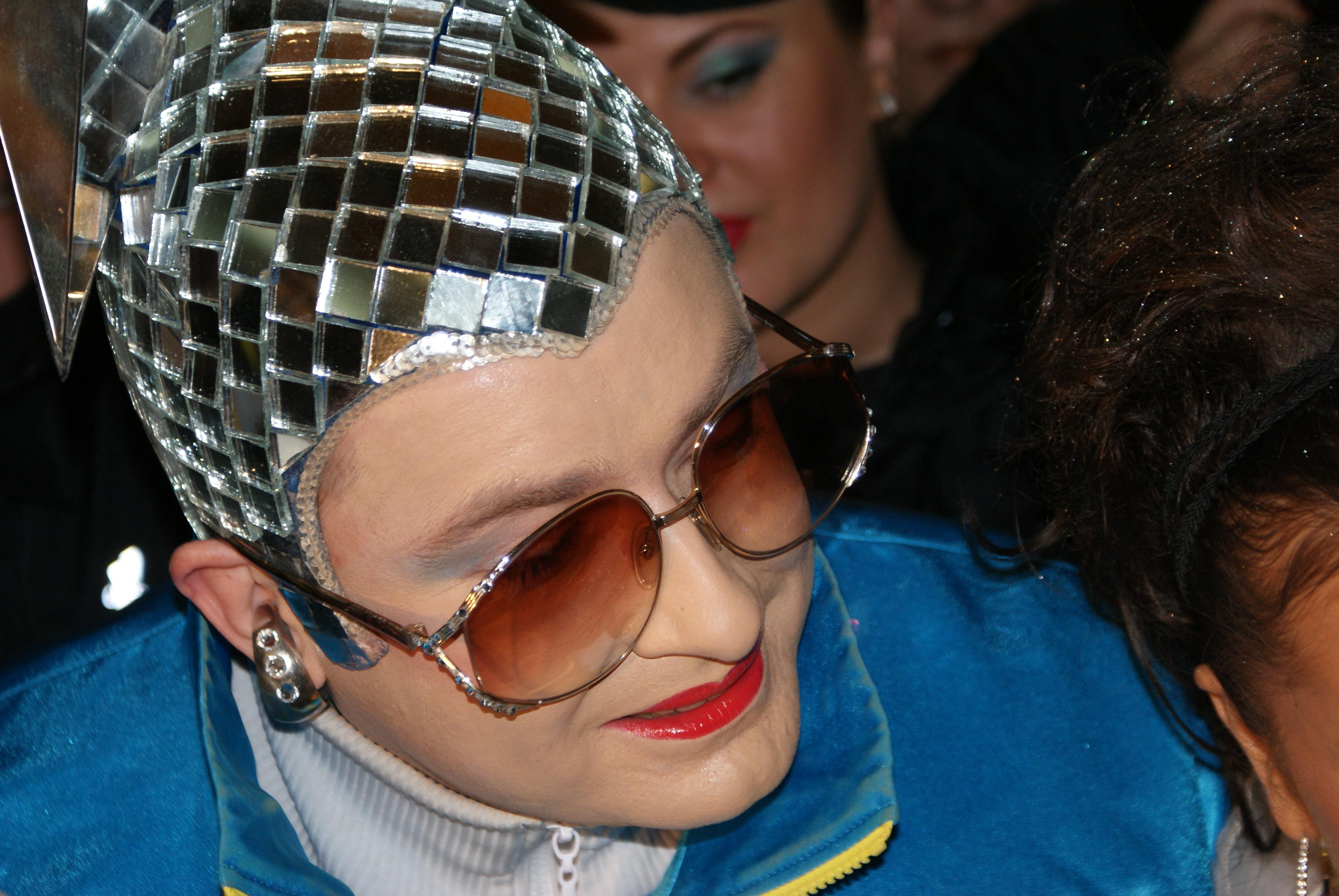
Verka Serduchka beim Eurovision Song Contest 2007 in Helsinki

## Biografie

### Kindheit und Jugend
Andrij Mychajlowytsch Danylko wurde am 2. Oktober 1973 in Poltawa in der Zentralukraine geboren. 1980, als Andrij sieben Jahre alt war, starb sein Vater an Lungenkrebs. Er hat eine neun Jahre ältere Schwester aus erster Ehe seiner Mutter.
Andrij besuchte ab 1984 Kurse in einer Kunstschule. Bereits in der Schulzeit interessierte sich Andrij für Theater, in der siebten Klasse trat er einem lokalen Theaterstudio bei, engagierte sich bei der Theatergruppe „Grotesk“ (Гротеск) und war auch Mitglied der Gruppe „Kompot“ (Компот).
Im Jahr 1991 machte er sein Abitur an der Schule Nr. 27 in Poltawa. Während seiner Schulzeit lernte er Deutsch und sagte später, dass er es ab der 5. Klasse auch ganz gut sprach, aber auch wieder verlernte.

### Karriere
Nach dem Abitur versuchte er sich in diversen Bereichen, er schrieb sich unter anderen 1995 in der Staatlichen Kiewer Akademie für Zirkus und Varieté-Kunst, auf einer pädagogischen Hochschule und auch auf einer kaufmännischen Berufsschule ein und jobbte als Verkäufer, gab aber sein Interesse an Theater und Comédie nicht auf. Durch seine zahlreichen Bühnenauftritte vernachlässigte er meist die Vorlesungen und machte auf keiner der diversen weiterführenden Schulen, an denen er sich zuvor eingeschrieben hatte, einen Abschluss.
Zum ersten Mal als Verka Serduchka erschien er 1989 auf der Bühne bei der Fernseh-Talent-und-Wissens-Show KWN in Poltawa. Es handelt sich dabei um eine ursprünglich russische Fernsehshow, in der Jugendliche aus verschiedenen Orten des Landes in Mannschaften gegeneinander antreten und ihr Wissen und ihre Talente messen. In der Mannschaft mit der Teamnummer 30 war er sogar eine Zeitlang der Kapitän der Gruppe. In der Liste der Gruppen und Kapitäne findet man auch den späteren ukrainischen Präsidenten Wolodymyr Selenskyj auf der Liste der berühmten Teilnehmer und Mannschaftskapitäne von KWN (russisch: КВН, eine Abkürzung für Клуб весёлых и находчивых = Club der Lustigen und Erfinderischen).
1991 trat er als Verka Serduchka bei einem Comedy-Wettbewerb des regionalen Musik- und Dramatheaters Mykola Goglo in seiner Geburtsstadt Poltawa in der Ukraine zum ersten Mal auf großer Bühne auf. Anfangs war Verka Serduchka auf der Bühne eine Verkäuferin, dann eine Zugschaffnerin und später machte er aus ihr eine Dirigentin, und auch heute sieht man ihn zuweilen mit einem Dirigentenstock in der Hand, mit dem er Band und Publikum motiviert. Neben Verka Serduchka erschuf Danylko weitere Charaktere, wie einen Kosaken, einen Soldaten, einen Polizisten, einen Soldaten und eine Balletttänzerin.
Die ersten Auszeichnungen ließen nicht lange auf sich warten und seine Karriere nahm dann ab 1993 Fahrt auf. Im Jahr 1993 erhielt Danylko seinen ersten Preis für die beste schauspielerische Arbeit beim Wettbewerb „Kursk Anomaly“ in Kursk mit seiner Nummer „Providnytsia“ und wurde Preisträger des Wettbewerbs „Vsesmikh-93“ in Kiew. Am 12. Januar 1994 wurde der erste Artikel über Danylko in der Zeitung „Zorya Poltavshchyna“ veröffentlicht – „Verka Serduchka ist die beste Freundin von Andrij Danylko.“ Am 1. April 1994 gewann Danylko den Grand Prix „Humorina“ in Charkiw und gab danach sein Debüt im Charkiwer Fernsehen „Privat TV“ in der Unterhaltungssendung „Cheese“.
Er gründete eine Truppe namens „Danylko Theatre“ und tourte 2002 mit ihr und dem Stück „Ich bin die Revolution“ durch Belarus, die baltischen Staaten, die Ukraine und Russland. Im folgenden Jahr wurde er kurz nach der Danylko-Theater-Konzerttour „Ich wurde aus Liebe geboren“ mit dem Titel „Verdienter Künstler der Ukraine“ ausgezeichnet. Danylko gab seiner Bühnenfigur Verka Serduchka eine „Mutter“ hinzu, die seit 2004 von Inna Bilokon dargestellt wird, einer Schauspielerin, mit der er schon seit Kindertagen eng befreundet ist.
Im Jahr 1997 wurde das ukrainische Fernsehen „1+1“ auf Danylko aufmerksam und so moderierte er bis in die frühen 2000er Jahre, als vollbusige Verka, in seiner eigenen Talkshow namens „SV-Show“, die auf verschiedenen ukrainischen Fernsehsendern lief und in der er ukrainische und russische Stars einlud und interviewte. Im Jahr 2001 hatte Danylko seinen ersten Auftritt in einem von mehreren Musicals, die für das ukrainische Fernsehen produziert wurden, und auch in diversen Spielfilmen ist er schon in seiner Paraderolle als Verka aufgetreten. Im Jahr 2015 verkörperte Danylko seine Paraderolle der Verka Serduchka im Film Spy – Susan Cooper Undercover.

### Eurovision Song Contest

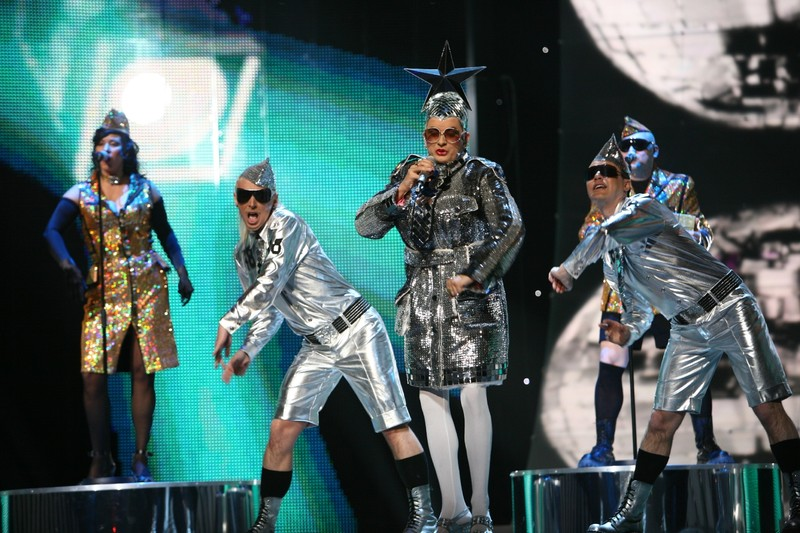
Verka Serduchka mit seiner Band beim Eurovision Song Contest 2007 in Helsinki

Im Eurovision Song Contest 2007 in Helsinki vertrat Andrij Danylko als Verka Serduchka die Ukraine mit dem Titel Dancing Lasha Tumbai und belegte den zweiten Platz. Beim ESC trug er auch erstmalig den Stern auf dem Kopf, der zu seinem Markenzeichen wurde.
Die sinnfreie Textstelle Lasha Tumbai wurde von vielen Zuhörern als Russia Goodbye verstanden. Danylko behauptet, die phonetische Ähnlichkeit sei zufällig und eine gegen Russland gerichtete Aussage nicht beabsichtigt. Zahlreiche Konzert- und Festivalveranstalter lehnten es dennoch ab, Danylko auftreten zu lassen. Danylko selbst vermutet dahinter Kreise des staatlichen ersten russischen Fernsehkanals, die auf seinen Erfolg bei dem Gesangswettbewerb neidisch seien.
Verka Serduchka trat als Gast im Finale des Eurovision Song Contest 2019 in Tel Aviv auf und coverte dort das Lied Toy, mit dem die Sängerin Netta 2018 den Contest gewonnen hatte. Serduchkas Beitrag Dancing Lasha Tumbai wurde wiederum von Eleni Foureira neu interpretiert.
Bei der Flaggenparade des Eurovision Song Contest 2023, der im Namen der Ukraine im englischen Liverpool stattfand, trat Verka Serduchka als letzter Act mit einer Sequenz aus Dancing Lasha Tumbai auf.

### Juror
- Von 2016 bis 2020 war Andrij Danilko Jurymitglied der Sendung „Eurovision Contest - Nationale Auswahl“
- Seit 2016 ist er Jurymitglied und Mentor der Talentshow „X-Factor“ des TV-Senders STB[18]

### Politisches und soziales Engagement
Im Jahr 2007 kündigte Danylko an, dass er eine neue politische Partei namens „Für uns!“ für die Werchowna Rada nominieren würde, die bei den Parlamentswahlen dieses Jahres antrat, verwarf diese Idee jedoch später. Die Ergebnisse im Juli 2007 zeigten: „Für unsere!“ verlor die Wahlen mit der allgemeinen Unterstützung von 2 % der Bevölkerung.
Nach seinem Auftritt beim ESC 2007 in Helsinki, wo er den zweiten Platz mit dem Songtitel „Dancing Lasha Tumbai“ gewann, belegte Russland den Künstler mit einem Auftrittsverbot. Nichtsdestotrotz bekamen er und seine Band wenige Jahre später Einladungen von reichen Oligarchen, auf privaten Events aufzutreten. Dass er diesen Einladungen folgte, brachte ihm zahlreiche Vorwürfe von Nationalisten in der Ukraine ein. Von Haus aus ist Russisch Danylkos Muttersprache, und viele seiner Lieder singt er auf Russisch oder singt sie auf Surschyk, einer Mischsprache aus Ukrainisch und Russisch.
Nachdem er 2007 mit einem Auftrittsverbot in Russland belegt war, bekam er ab 2011 immer wieder Einladungen zu Auftritten in Fernsehsendungen, und so moderierte er zusammen mit dem populären russischen Tenor Nikolai Baskow eine Show, die sich „Samstag Nacht“ nannte und im staatlichen Sender Rossija 1 ausgestrahlt wurde. Im Sommer 2013 wurde sein Vertrag gekündigt; er war einer der ersten internationalen Künstler, die Opfer des „Homo-Propaganda“-Gesetzes, eines landesweit im Juni in Russland eingeführten Gesetzes, das u. a. Auftritte von Künstlern unter Strafe stellte, die nach Meinung des russischen Gesetzgebers ein „Aufdrängen von Informationen über nichttraditionelle sexuelle Beziehungen, die Interesse an solchen Beziehungen wecken können“, bei Kindern und Jugendlichen erwecken könnten. Der stellvertretende Direktor Dmitri Kiseljow des Senders Rossija 1 machte landesweit aber auch international Schlagzeilen wegen seiner homophoben Äußerungen, u. a. dass „man die Herzen von Schwulen nicht für Organtransplantationen nutzen sollte.“
Nachdem die russische Armee im Februar 2022 in die Ukraine einmarschierte, postete Verka im März auf all seinen Socialmedia-Kanälen ein Foto von ihm und „Mutter“, den Stinkefinger zeigend, zusammen mit dem Text:„Raus hier! Raus hier! Raus hier! Zusammenstehen und nicht aufgeben! Niemals wird dieser verlogene Mob unsere Wahrheit zerstören. Helft dem Militär, helft den Gebietsverteidigungskräften und helft euch einander“
Am 10. Juni 2022 gab er als Verka mit seiner Band ein Konzert für ukrainische Soldaten und ihre Angehörigen in der Kiewer U-Bahn.
In Amsterdam trat er am 21. Juni 2022 als Verka mit seiner Band beim internationalen Wohltätigkeits-TV-Marathon „Embrace Ukraine – #StrivingTogether“ auf, der zur Unterstützung der Ukraine unter Teilnahme vieler bekannter, ehemaliger Eurovision-Teilnehmer vom größten Medienunternehmen der Ukraine, 1+1 Media, und dem größten Festival Osteuropas, dem Atlas Festival, organisiert wurde.
Die Veranstaltung fand auf dem Museumsplatz in Amsterdam mit dem Ziel statt, Spenden für den Kauf medizinischer Ausrüstung für Gesundheitseinrichtungen zu sammeln, die Verwundeten und Verletzten während des Krieges in der Ukraine helfen.
Seit Kriegsbeginn war er mit seiner Band auf Tournee in den Baltischen Staaten, in Polen, Moldawien, Rumänien, Bulgarien und Tschechien. Bei seinem Auftritt am 17. September 2022 in Riga trat er erstmalig, zum Ende des Konzerts, zusammen mit seiner Band statt im Kostüm der Verka Serduchka mit der gesamten Crew in Schwarz als Andrij Danylko auf und sang vor seinen meist ukrainischen Fans das Lied „Russia Goodbye“ – diesen Schlussakt zog er seitdem bei allen anderen acht Auftritten durch.
Im Januar 2013 ersteigerte Andrij Danylko, im Rahmen der Autosport International Show in Birmingham, einen 1974er Rolls-Royce, der einst Freddie Mercury gehörte, mit der Absicht, ihn einem Museum zu spenden. Diese Idee zerschlug sich mit den Jahren, weil es in der Ukraine kein geeignetes Museum zu dem Thema gab. Der Deal wurde telefonisch gemacht und er bezahlte 75.000 £ für den Wagen. Am 5. November 2022 bot er den Wagen beim Londoner Auktionshaus Sotheby’s an, um mit dem Verkauf des Wagens den Bau eines modernen Rehabilitations- und Prothesenzentrums in der Ukraine mitzuunterstützen. Dieses Zentrum soll sich speziell für die Behandlung und Versorgung von Amputationspatienten kümmern und ist ein Projekt von Superhumans Center. Der Wagen wurde vom CEO und Mitbegründer von WhiteBIT, Wolodymyr Nosow, für 250.000 £ bzw. 289.000 Euro ersteigert. Das Auktionshaus verzichtete auf die sonst üblichen Gebühren, die Käuferprämie von 36.250 £ ging somit auch an das Projekt von Superhumans Center. Andrij Danylko unterstützt, über die Versteigerung hinaus, mit seinen Tourneeauftritten das Prothesenzentrum von Superhumans.

## Diskografie

### Studioalben
- 2003: Tschita-drita (Чита Дрита) – Pop, Balladen / Mama Music
- 2003: Cha-ra-scho (Ха-ра-шо) – Pop, Folk, Schlager / Mama Music
- 2005: After You (После Тебя) – Pop / Mama Music
- 2006: Tralli-Valli – Pop / Mama Music
- 2007: Dancing Europe – Pop / Univ. Music, Mama Music
- 2008: Doremi Doredo – Electronic-Pop / Mama Music

### Kompilationen
- 2002: Verka Seduschka Best (Неизданное) – Schlager, Pop / NAC, Mama Music
- 2003: Musykalny Olimp
- 2004: Жениха Хотела – Folk-Pop / Mama Music
- 2008: Verka Seduschka Best – Pop, Folk-Pop / Mama Music
- 2017: The Best of Verka Serduschka (Всё будет хорошо) – Folk-Pop, Schlager / Mama Music

### EPs
- 1998: я рождена для любви – Schlager, Pop / Nova Records
- 2001: Pirozhok (Пирожок) – Schlager, Pop / NAC, Mama Music
- 2020: Sexy – Pop / Mama Music

### Singles (Auswahl)
| - 2003: Chita Drita (Чита-Дрита) – Folk Pop / Mama Music - 2003: Гулянка - 2003: Тук-тук-тук - 2003: Новогодняя - 2003: Я попала на любовь - 2003: Ёлки - 2003: Всё Будет Хорошо – Pop, Folk, Schlager / Mama Music - 2003: Гоп-Гоп – Folk-Pop / Universal Licensing Music - 2003: Я Не Поняла - 2003: А Я Только С Мороза - 2003: Горілка - 2006: Трали-Вали - 2006: Хорошо Красавицам | - 2007: Dancing Lasha Tumbai – Pop / Mama Music - 2007: Kiss Please – Eloctronic Pop / Mama Music - 2008: I am Eurovision Queen – Pop / Mama Music - 2008: Doremi Doredo – Electronic Pop / Mama Music - 2008: Essen – Electronic Pop / Mama Music - 2010: Дольче Габбана - 2012: Switter – Pop / Mama Music - 2019: Make It Rain Champagne – Pop / Mama Music - 2020: Disco Kicks – Electronic Pop / Mama Music - 2021: Wild Christmas – Pop / Mama Music - 2022: Є пропозиція – Pop / Mama Music - 2022: #МОСКАЛЬ_НЕКРАСІВИЙ (mit Jerry Heil) |